# Theodor Curtius
Theodor Curtius (Duisburg, 27 maggio 1857 – Heidelberg, 8 febbraio 1928) è stato un chimico tedesco.
Famose le sue ricerche in campo di chimica organica. Tra il 1890 e il 1894 sviluppò la cosiddetta Demolizione di Curtius che permette di passare da un azide di un acido ad una ammina con l'intervento dell'acqua e dell'alcol.
Fu anche il primo ad isolare l'acido azotidrico.